# Сердар Бердимухамедов
Сердар Гурбангуљевич Бердимухамедов (туркм. Serdar Gurbangulyýewiç Berdimuhamedow; Ашхабад, 22. септембар 1981) туркменски је политичар који од 19. марта 2022. године обавља функцију председника Туркменистана на којој је заменио свог оца Гурбангулија Бердимухамедова.